# ليون أندرياسن
ليون أندرياسين (بالدنماركية: Leon Andreasen)‏ (مواليد 23 أبريل 1983 في أيدت - الدنمارك) لاعب كرة قدم دنماركي يلعب حاليا لصالح نادي الدرجة الأولى هانوفر الألماني منذ 2009 في مركز قلب الدفاع كما يجيد اللعب في مركز الوسط المدافع.

## روابط خارجية
- ليون أندرياسن على موقع الاتحاد الأوربي (الإنجليزية)
- ليون أندرياسن على موقع قاعدة بيانات كرة القدم.إي يو (الإنجليزية)
- ليون أندرياسن على موقع بيانات كرة القدم. دي إي (الألمانية)
- ليون أندرياسن على موقع ناشيونال فوتبول تيمز (الإنجليزية)
- ليون أندرياسن على موقع Soccerbase.com (لاعب) (الإنجليزية)
- ليون أندرياسن على موقع Soccerway.com (الإنجليزية)
- ليون أندرياسن على موقع عالم كرة القدم.نت (الإنجليزية)
- ليون أندرياسن على موقع كووورة
- ليون أندرياسن على موقع AS.com (الإسبانية)